# Studios IBC
Pour les articles homonymes, voir IBC.
Les studios d'enregistrement IBC (IBC : International Broadcasting Company) étaient des studios d'enregistrement situés au 35 Portland Place, à Londres en Angleterre. Après la Seconde Guerre mondiale, c'était l'adresse de ces studios indépendants à Londres et dans les Îles Britanniques. Dans les années 1960 et 1970, les studios sont devenus internationalement connus pour avoir été utilisés par des artistes de par le monde.
Dans les années 1980, Chas Chandler a acheté les studios et les a renommé "Barn Studios".

## Artistes ayant utilisé les studios
Les artistes ayant enregistré aux studios IBC sont les Beatles, les Bee Gees, les Who, The Small Faces, The Kinks, Status Quo, The Easybeats, Deep Purple, Slade, London, Elton John, Rod Stewart, Jimi Hendrix, The Depressions, Jimmy Page, les Rolling Stones, Harmony Grass, Thunderclap Newman, The Equals, Golden Earring, Cream, Adam Faith, Billy J. Kramer, The Action, Duane Eddy et Tony Blackburn.